# Michael Peterson
Pour les articles homonymes, voir Peterson.
Michael Iver Peterson, né le 23 octobre 1943 près de Nashville au Tennessee, est un écrivain américain. En 2003, il a été reconnu coupable du meurtre de sa femme, Kathleen Peterson, et condamné à la prison à vie sans possibilité de libération conditionnelle. Le 15 décembre 2011, Peterson est sorti de prison pour avoir droit à un nouveau procès.

## Biographie
Michael Peterson est diplômé de science politique de l'université Duke en Caroline du Nord. Il a suivi des cours à la faculté de droit de l'université de Caroline du Nord à Chapel Hill. À Duke, il était le président de la fraternité Sigma Nu et rédacteur en chef du journal étudiant Chronicle. Après avoir quitté Duke, Peterson a pris un emploi civil au département de la Défense où il a été chercheur et analyste, puis a participé à l'engagement militaire au Vietnam. 
En 1965, Peterson épouse Patricia Sue Peterson, qui enseignait à l'école élémentaire à Gräfenhausen (de) dépendante de la base de Rhein-Main Air, en Allemagne. Ils eurent deux enfants, Clayton et Todd. En 1968, il s'est enrôlé volontairement dans le corps des Marines et a servi au Vietnam. Il a été réformé quatre ans plus tard, après un accident de voiture qui lui laisse une incapacité permanente. Il termine honorablement ses obligations militaires malgré cela et est admis à faire valoir ses droits à la retraite avec le grade de capitaine en 1971. Peterson a déclaré être récipiendaire d'une médaille d'argent, une étoile de bronze avec vaillance et deux Purple Hearts. Il possède toutes ces médailles, mais semble ne pas disposer de la documentation relative à ces décorations. Le romancier déclare avoir été touché par un shrapnel quand un autre soldat a marché sur une mine antipersonnel, et avoir reçu une balle. Peterson a admis plus tard que sa blessure de guerre ne résultait pas d'un éclat d'obus au Vietnam, mais de l'accident de voiture. 
Les Peterson ont vécu un certain temps en Allemagne, où ils sympathisèrent avec Elizabeth et George Ratliff et leurs deux filles, Marguerite et Marthe, que les Peterson adoptent après la mort de leurs parents. Lorsqu'ils divorcent en 1987, Clayton et Todd vont vivre avec leur mère, Margaret et Martha restent avec Michael qui déménage ensuite à Durham en Caroline du Nord. Ses deux fils sont également venus vivre auprès de lui aux États-Unis. Peterson a écrit trois livres à succès, Dragon immortal, Un temps pour la guerre (Éditions Jean-Claude Lattès) et Charlie Two Shoes And The Marines Of Love Company. Il a également travaillé en tant que chroniqueur dans le Durham Herald-Sun, journal où ses articles étaient connus pour leur critique de la police et du procureur du comté de Durham, James Hardin Jr, qui fut plus tard celui qui instruisit à charge contre Peterson pour l'assassinat de son épouse Kathleen. 
En 1989, Michael a emménagé avec Kathleen Atwater, chef d'entreprise. Ils se sont mariés en 1997 et la fille de Kathleen, Caitlin, a également rejoint la famille élargie Peterson.

## Mort de Kathleen Peterson
Le 9 décembre 2001, Michael Peterson a appelé la ligne d'urgence pour signaler qu'il venait de trouver sa femme inconsciente dans leur maison de Cedar Street, à Durham. Peterson a soutenu plus tard que Kathleen avait dû tomber dans les escaliers à la suite de la consommation d'alcool et de valium (elle vivait professionnellement un passage difficile et présentait quelques troubles dépressifs). Les résultats des analyses toxicologiques ont montré que l'alcoolémie était de 0,7 g/l. Le rapport d'autopsie a conclu que la victime de 48 ans avait subi une série de blessures graves, y compris une fracture du cartilage thyroïde du cou et sept lacérations de la partie supérieure et postérieure de la tête pouvant être le résultat de coups portés par un objet contondant et qu'elle serait morte d'une perte de sang deux heures après avoir subi ces blessures. La sœur de Kathleen, Candace Zamperini, et sa fille Caitlin avaient d'abord soutenu l'innocence de Michael publiquement aux côtés de ses enfants, mais Zamperini est revenue sur ce soutien après avoir appris la bisexualité de Peterson. Caitlin s'est également rétractée après la lecture du rapport d'autopsie de sa mère, puis s'est détachée du reste de la famille. Les enquêteurs de la police qui avaient dans un premier temps conclu à l'accident, avant l'arrivée du Procureur Hardin sur les lieux, ont fini par conclure que les blessures subies étaient incompatibles avec une chute accidentelle dans l'escalier. Comme Michael Peterson était la seule personne présente au moment de la mort de Kathleen, il fut le principal suspect, bientôt inculpé de son assassinat. 
Le procès a attiré l'attention des médias quand les détails de la vie de Michael Peterson ont émergé. L'accusation a attaqué la crédibilité de Peterson, mettant l'accent sur ses fausses déclarations au sujet de son passé militaire et de ce qu'elle a décrit comme « une vie de gay ». Elle a expliqué que « le mariage était loin d'être heureux », ce qui suggère que Kathleen Peterson avait découvert la supposée vie secrète homosexuelle de son mari et voulait mettre fin à leur mariage. La défense a soutenu que Kathleen non seulement était vraisemblablement au courant mais avait accepté la bisexualité de son mari et que le mariage était très heureux, position appuyée par leurs enfants et de nombreux proches. 
Le 10 octobre 2003, Michael Peterson est déclaré coupable du meurtre et est condamné à la prison à vie sans possibilité de libération conditionnelle. Le 19 septembre 2006, la Cour d'appel a rejeté les arguments selon lesquels Peterson n'aurait pas eu un procès équitable. La décision d'appel a déclaré les preuves suffisantes. Le 9 novembre 2007, la Cour suprême a annoncé qu'elle confirmait la décision de la Cour d'appel. L'absence d'une cassation de la décision devant une cour fédérale induit que Peterson a épuisé ses recours. 
Le 10 mars 2009, la demande d'un nouveau procès a été rejetée. Cette demande de recours se basait sur le fait qu'on avait découvert des micro-plumes dans la chevelure de Kathleen, laissant supposer que les griffures présentes sur sa tête aurait pu être causées par l'attaque d'une chouette ayant provoqué sa chute. Un neurochirurgien de renommée mondiale, Allan Van Norman, avait écrit un long article détaillé soutenant la pertinence de cette thèse.
Le 15 décembre 2011, la cour pénale de Caroline du Nord a annulé la condamnation de Michael Peterson et libéré ce dernier sous caution. La défense a présenté des éléments démontrant que Duane Deaver, l'expert du State Bureau of Investigation sur les affirmations duquel le jury s'est fondé pour rendre un verdict de culpabilité, est un falsificateur et un menteur. Il a été prouvé qu'il avait dans de multiples procès falsifié volontairement des preuves et également dissimulé des preuves à décharge. Cependant, cette libération conditionnelle est assortie du port d'un bracelet électronique, interdisant à Peterson de franchir les limites de la petite ville de Durham où il réside.
On notera que l'un des procureurs adjoints, Mike Nifong, a été ultérieurement révoqué et interdit d'exercice de toute activité judiciaire aux États-Unis en raison d'omission coupable dans une affaire dans laquelle il a caché à la défense des éléments prouvant l'innocence des mis en cause.
En octobre 2002, en qualité d'administrateur de la succession de Kathleen, Caitlin a déposé une plainte contre Michael Peterson pour mort injustifiée. En juin 2006, il s'est volontairement déclaré en faillite. Deux semaines plus tard, Caitlin a déposé une opposition à la faillite. En février 2007, Caitlin et Michael ont conclu un accord (25 millions de dollars), en attendant l'acceptation par les juridictions concernées ; la finalisation de la transaction par le tribunal a été annoncée en février 2008.

## Mort d'Elisabeth Ratliff
Pendant le procès, l'accusation a fait état d'éléments troublants entourant la mort d'Elizabeth Ratliff. Celle-ci est décédée en Allemagne en 1985. Elle a également été trouvée au pied de son escalier avec des blessures à la tête. La mort a été étudiée par deux légistes de la police allemande et de la police militaire américaine. Une autopsie au moment de sa mort a conclu qu'elle avait succombé à une hémorragie intracérébrale secondaire à une maladie du sang (trouble de la coagulation, syndrome de Von Willebrand), du fait de la présence de sang dans son liquide céphalo-rachidien et qu'elle souffrait de maux de tête persistants dans les semaines précédant sa mort. Le légiste a déterminé que l'hémorragie a entraîné la mort immédiate de Ratliff qui s'est effondrée avant la chute dans l'escalier. Il se trouve que Peterson, qui lui avait rendu visite la veille au soir comme il en avait l'habitude depuis le décès de son ami et collègue, fut la dernière personne à la voir vivante. 
Avant le procès Peterson, le tribunal de Durham a ordonné l'exhumation du corps embaumé de Ratliff pour une seconde autopsie en avril 2003. Cette autopsie qui sera effectuée par le médecin légiste attaché quasi exclusivement au bureau du procureur de Durham contredira l'autopsie effectuée en Allemagne par un légiste allemand assisté d'un légiste de l'armée américaine. La nouvelle autopsie conclura dix-huit ans après qu'Elisabeth Ratliff a également été assassinée. L'accusation a toutefois présenté cette mort dans le procès comme un incident qui a donné l'idée à Peterson de mettre en scène un « faux » accident de Kathleen. Malgré cela, les deux filles des Ratliff ont soutenu leur père adoptif. L'admissibilité de cette preuve devant le tribunal a été l'un des motifs de l'appel contre sa condamnation subséquente, déposée par les avocats de Peterson en 2005.
Le 24 février 2017, Peterson a été libéré, après des années d'enquête, de procès, d'attention médiatique intense, de controverses sauvages et huit ans et deux mois derrière les barreaux. 
Il a présenté un plaidoyer Alford pour homicide volontaire, ce qui signifie que sans avoir à avouer un forfait, il reconnait qu'un jury l'aurait probablement déclaré coupable. Ayant déjà passé plus de temps en prison que toute peine potentielle, Peterson est désormais un homme libre, même s'il reste considéré comme un criminel condamné.

## Documentaires et adaptations
- The Staircase (Soupçons), film documentaire réalisé par Jean-Xavier de Lestrade et produit par Denis Poncet , trois DVD dans la série polar du réel, Maha Productions, 2004.

Le verdict a bouleversé une des trois monteuses du documentaire, Sophie Brunet, qui est tombée amoureuse de Michael Peterson pendant le tournage et est depuis partie prenante du comité de soutien qui milite pour un nouveau procès.
- Soupçons : la dernière chance[6] sorti en janvier 2013.
- Mon combat pour la vérité, téléfilm de 2007, avec Treat Williams.
- The Staircase, série HBO Max en 2022, avec Colin Firth, Toni Collette, Michael Stuhlbarg et Juliette Binoche[7]